# Can Verdeguer
Can Verdeguer és un mas al Pla de Sant Martí veí de Can Roure al terme municipal de Sant Martí de Llémena (el Gironès). Edifici de planta rectangular, on a la façana principal s'ha adossat un cos un pèl més baix que el conjunt general, d'època posterior i que ara configura la façana actual. Al costat dret d'ella i més sobresortida, hi ha la pallissa que dona l'era i està enfrontada a una altra pallissa més senzilla. De l'era estant es baixa als camps per escala de pedra.
La masia és de planta baixa i un pis, teulat a dues aigües i carener perpendicular a la façana principal. Obertures diverses, de llinda plana, o de llinda recta. Porta d'entrada descentrada i semi-dovellada amb finestra de modillons al damunt, amb una creu en relleu al mig de la llinda. Al costat dret hi ha un rellotge de sol datat el 1732.
El cos més antic de la masia té ràfec de volat de teules emblanquinades i xemeneia de pedra, igual que una altra però de rajols de tros de façana ampliat posteriorment.
Pallissa situada al costat dret de la façana principal de Can Verdaguer, davant l'era que guanya un fort desnivell i que la relaciona amb una altra pallissa més senzilla situada al seu davant. De planta rectangular, teulat a dues aigües, carener perpendicular a la façana principal i d'una nau, amb paret de pedra al costat dret i que enllaça amb la barana de l'era i dos pilars rodons a l'altre costat, proper a la masia. La paret posterior s'enrasa amb la façana principal de la masia. Els dos pilars rodons se situen, un al centre, aguantant el cairat central, i l'altre al costat esquerre, girant vers la masia. Hi ha un forjat enmig dels cairats de fusta i una escala lateral a l'esquerra.